# Saint Anthony (Idaho)
Pour les articles homonymes, voir Saint Anthony.
La ville de Saint Anthony est le siège du comté de Fremont, situé dans l'Idaho, aux États-Unis. Sa population s’élevait à 3 542 habitants lors du recensement de 2010, estimée à 3 504 habitants en 2016.

## Démographie
| Groupe                | Saint Anthony | Idaho | États-Unis |
| --------------------- | ------------- | ----- | ---------- |
| Blancs                | 85,9          | 89,1  | 72,4       |
| Autres                | 10,6          | 5,1   | 6,4        |
| Métis                 | 1,6           | 2,5   | 2,9        |
| Amérindiens           | 0,9           | 1,4   | 0,9        |
| Asiatiques            | 0,5           | 1,2   | 4,8        |
| Afro-Américains       | 0,5           | 0,6   | 12,6       |
| Hawaïens et Océaniens | 0,2           | 0,2   | 0,2        |
| Total                 | 100           | 100   | 100        |
|                       |               |       |            |
| Latino-Américains     | 20,9          | 11,2  | 16,7       |

Selon l'American Community Survey pour la période 2010-2014, 86,31 % de la population âgée de plus de 5 ans déclare parler l'anglais à la maison, 11,74 % déclare parler l'espagnol, 0,28 % le japonais et 0,91 % une autre langue.